# Nikos Nikolaídis
Nikos Nikolaídis (en griego: Νίκος Νικολαΐδης) (1939 – 5 de septiembre de 2007) fue un director de cine y escritor griego. Está considerado una de las principales figuras del cine de vanguardia del país heleno, con paralelismos formales con la Nouvelle Vague francesa.
Nació en 1939 en Atenas, donde vivió y trabajó toda su vida. Fue también director de escena y productor cinematográfico de las películas que dirigió. Durante algún tiempo también se dedicó a los anuncios televisivos. Se dio a conocer con el largometraje Evrydiki BA 2O37 (1975), una actualización vanguardista del mito de Orfeo y Eurídice, y que le valió el primer Premio al Mejor Director en el Festival de Cine Griego de Salónica, el Premio del Ministerio Nacional de Cultura de Grecia y el Premio a la Mejor Película otorgado por la Asociación de Críticos de Cine de Atenas.
Su película Singapore Sling (1990), un violento cruce de géneros entre el noir, el cine erótico y el slasher, es su trabajo más popular fuera de Grecia, y está considerada un filme de culto.
Otras obras destacables de su carrera son Proini Peripolos, Glykia Symmoria y Ta Kourelia Tragoudane Akoma. También escribió O Orgismenos Valkanios.

## Películas
- Lacrimae Rerum corto (1962)
- Anev Oron (Άνευ Όρων) Lejos de las montañas (1964)
- Evrydiki B.A. 2037 (Ευρυδίκη Β.Α. 2037) Eurídice (1975)
- Ta Kourelia Tragoudane Akoma (Τα Κουρέλια Τραγουδάνε Ακόμα) Los miserables cantan todavía (1979)
- Glykia Symmoria (Γλυκιά Συμμορία) Agradable pandilla (1983)
- Proini Peripolos (Πρωϊνή Περίπολος) Patrulla matutina (1987)
- Singapore Sling (1990)
- To Koritsi Me Tis Valitses (Το Κορίτσι Με Τις Βαλίτσες) La chica de las maletas (serie de televisión) (1993)
- Tha se do stin Kolasi Agapi mou (Θα σε δω στην κόλαση αγάπη μου) Te veré en el infierno, amor mío (1999)
- O Chamenos Ta Pairnei Ola (Ο Χαμένος Τα Παίρνει Όλα) El perdedor se lo lleva todo (2003)
- The Zero Years Los años cero (2005)